# Chaetocnema kimotoi
Chaetocnema kimotoi es un coleóptero de la familia Chrysomelidae. Fue descrita científicamente en 1980 por Gruev.